# Inna Osypenko
Inna Osypenko, född den 20 september 1982 i Cherson, Ukrainska SSR, Sovjetunionen, är en tidigare ukrainsk numera azerbajdzjansk kanotist.
Osypenko tog OS-brons i K-4 500 meter i samband med de olympiska kanottävlingarna 2004 i Aten.
Hon tog därefter OS-guld i K-1 500 meter i samband med de olympiska kanottävlingarna 2008 i Peking.
Hon tog OS-silver i K-1 500 meter och även OS-silver i K-1 200 meter i samband med de olympiska kanottävlingarna 2012 i London.
Vid de olympiska kanottävlingarna 2016 i Rio de Janeiro tog hon en bronsmedalj i K-1 200 meter.